# Liste der Kulturdenkmale in Kropp
In der Liste der Kulturdenkmale in Kropp sind alle Kulturdenkmale der schleswig-holsteinischen Gemeinde Kropp (Kreis Schleswig-Flensburg) aufgelistet (Stand: 14. April 2025).
Die Bodendenkmale sind in der Liste der Bodendenkmale in Kropp aufgeführt.

## Legende
In den Spalten befinden sich folgende Informationen:
- Objekt-ID: die Nummer des Kulturdenkmales
- Lage: die Adresse des Kulturdenkmales und die geographischen Koordinaten. Kartenansicht, um Koordinaten zu setzen. In der Kartenansicht sind Kulturdenkmale ohne Koordinaten mit einem roten Marker dargestellt und können in der Karte gesetzt werden. Kulturdenkmale ohne Bild sind mit einem blauen Marker gekennzeichnet, Kulturdenkmale mit Bild mit einem grünen Marker.
- Offizielle Bezeichnung: Bezeichnung des Kulturdenkmales
- Beschreibung: die Beschreibung des Kulturdenkmales
- Bild: ein Bild des Kulturdenkmales

## Sachgesamtheiten
| Objekt-ID      | Lage                                      | Offizielle Bezeichnung | Beschreibung | Bild                             |
| -------------- | ----------------------------------------- | ---------------------- | --- | -------------------------------- |
| 40948 Wikidata | An der Kirche (54° 24′ 4″ N, 9° 30′ 5″ O) | Kirche Kropp           | Aktualisierung vorgesehen - Begründung: geschichtlich, künstlerisch, städtebaulich, Kulturlandschaft prägend - Schutzumfang: Kirche mit Ausstattung, Kirchhof, Grabmale bis 1870, Granitböschungsmauer | weitere Fotos \| Fotos hochladen |

## Bauliche Anlagen
| Objekt-ID     | Lage                                      | Offizielle Bezeichnung | Beschreibung | Bild                             |
| ------------- | ----------------------------------------- | ---------------------- | --- | -------------------------------- |
| 4089 Wikidata | An der Kirche (54° 24′ 4″ N, 9° 30′ 5″ O) | Kirche mit Ausstattung | Alteintragung (Aktualisierung vorgesehen) - Begründung: geschichtlich, künstlerisch, städtebaulich - Schutzumfang: gesamtes Objekt - Denkmaltyp: Bauliche Anlage, Sachgesamtheit: Kirche Kropp | weitere Fotos \| Fotos hochladen |

## Gründenkmale
| Objekt-ID | Lage                                       | Offizielle Bezeichnung         | Beschreibung | Bild            |
| --------- | ------------------------------------------ | ------------------------------ | --- | --------------- |
| 19423     | An der Kirche (54° 24′ 40″ N, 9° 31′ 1″ O) | Kirchhof                       | Alteintragung (Aktualisierung vorgesehen) - Begründung: geschichtlich, Kulturlandschaft prägend - Schutzumfang: Kirchhof, Grabmale bis 1870, Granitböschungsmauer - Denkmaltyp: Gründenkmal, Sachgesamtheit: Kirche Kropp                                                             | Fotos hochladen |
| 55149     | Vorm Südertor (54° 24′ 15″ N, 9° 31′ 9″ O) | Jüdische Begräbnisstätte Kropp | Jüdische Begräbnisstätte; 1931 - 1942; vom Diakonissinnen-Friedhof abgegrenzte Bestattungsfläche mit zwei flachen Grabstelen; Rest von ursprünglich 6 Gräbern - Begründung: geschichtlich, wissenschaftlich - Schutzumfang: Jüdische Begräbnisstätte Kropp, - Denkmaltyp: Gründenkmal | BW              |

## Quelle
- Liste der Kulturdenkmale in Schleswig-Holstein – Kreis Schleswig-Flensburg

- Karte mit allen Koordinaten:
- OSM |
- WikiMap